# Раймон Ндонг Сіма
Раймон Ндонг Сіма (фр. Raymond Ndong Sima; нар. 23 січня 1955) — габонський політичний діяч, прем'єр-міністр країни з лютого 2012 до початку 2014 року та з 7 вересня 2023 року.

## Життєпис
Народився у місті Оєм на півночі Габону. Навчався у Франції. В уряді Габону був міністром сільського господарства, тваринництва й рибальства, відповідав за розвиток аграрних регіонів країни.
Після парламентських виборів у грудні 2011 року, на яких урядова Габонська демократична партія здобула абсолютну більшість місць, прем'єр-міністр Поль Бійоге Мба подав у відставку. Президент Алі бен Бонго Ондімба призначив Ндонга Сіму головою уряду. В Габоні таке призначення розцінювали яка знакову подію, оскільки пост прем'єр-міністра завжди діставався представникам народу фанґ з провінції Естуер. Хоча Ндонг Сіма також належить до цієї народності, він походить із провінції Волю-Нтем.